# NHL 2009/2010
NHL 2009/2010 byla 92. sezónou NHL. Byla zahájena 1. října 2009. Základní část skončila 12. dubna 2010 a poté následovalo play off, kde Stanley Cup vyhrálo Chicago Blackhawks. Od 15. února do 28. února 2010 byla NHL přerušena kvůli olympijským hrám ve Vancouveru. Z toho důvodu se neuskutečnilo All Stars Game.

## Základní část

### Západní konference
| Pacifická divize  | Z  | V  | PvP | P  | GV  | GI  | B   |
| ----------------- | -- | -- | --- | -- | --- | --- | --- |
| San Jose Sharks   | 82 | 51 | 11  | 20 | 264 | 215 | 113 |
| Phoenix Coyotes   | 82 | 50 | 7   | 25 | 225 | 202 | 107 |
| Los Angeles Kings | 82 | 46 | 9   | 27 | 241 | 219 | 101 |
| Anaheim Ducks     | 82 | 39 | 11  | 32 | 238 | 251 | 89  |
| Dallas Stars      | 82 | 37 | 14  | 31 | 237 | 254 | 88  |

| Severozápadní divize | Z  | V  | PvP | P  | GV  | GI  | B   |
| -------------------- | -- | -- | --- | -- | --- | --- | --- |
| Vancouver Canucks    | 82 | 49 | 5   | 28 | 272 | 222 | 103 |
| Colorado Avalanche   | 82 | 43 | 9   | 30 | 244 | 233 | 95  |
| Calgary Flames       | 82 | 40 | 10  | 32 | 204 | 210 | 90  |
| Minnesota Wild       | 82 | 38 | 8   | 36 | 219 | 246 | 84  |
| Edmonton Oilers      | 82 | 27 | 8   | 47 | 214 | 284 | 62  |

| Centrální divize      | Z  | V  | PvP | P  | GV  | GI  | B   |
| --------------------- | -- | -- | --- | -- | --- | --- | --- |
| Chicago Blackhawks    | 82 | 52 | 8   | 22 | 271 | 209 | 112 |
| Detroit Red Wings     | 82 | 44 | 14  | 24 | 229 | 216 | 102 |
| Nashville Predators   | 82 | 47 | 6   | 29 | 225 | 225 | 100 |
| St. Louis Blues       | 82 | 40 | 10  | 32 | 225 | 223 | 90  |
| Columbus Blue Jackets | 82 | 32 | 15  | 35 | 216 | 259 | 79  |

### Východní konference
| Atlantická divize   | Z  | V  | PvP | P  | GV  | GI  | B   |
| ------------------- | -- | -- | --- | -- | --- | --- | --- |
| New Jersey Devils   | 82 | 48 | 7   | 27 | 222 | 191 | 103 |
| Pittsburgh Penguins | 82 | 47 | 7   | 28 | 257 | 237 | 101 |
| Philadelphia Flyers | 82 | 41 | 6   | 35 | 236 | 225 | 88  |
| New York Rangers    | 82 | 38 | 11  | 33 | 222 | 218 | 87  |
| New York Islanders  | 82 | 34 | 11  | 37 | 222 | 264 | 79  |

| Severovýchodní divize | Z  | V  | PvP | P  | GV  | GI  | B   |
| --------------------- | -- | -- | --- | -- | --- | --- | --- |
| Buffalo Sabres        | 82 | 45 | 10  | 27 | 235 | 207 | 100 |
| Ottawa Senators       | 82 | 44 | 6   | 32 | 225 | 238 | 94  |
| Boston Bruins         | 82 | 39 | 13  | 30 | 206 | 200 | 91  |
| Montreal Canadiens    | 82 | 39 | 10  | 33 | 217 | 223 | 88  |
| Toronto Maple Leafs   | 82 | 30 | 14  | 38 | 214 | 267 | 74  |

| Jihovýchodní divize | Z  | V  | PvP | P  | GV  | GI  | B   |
| ------------------- | -- | -- | --- | -- | --- | --- | --- |
| Washington Capitals | 82 | 54 | 13  | 15 | 318 | 233 | 121 |
| Atlanta Thrashers   | 82 | 35 | 13  | 34 | 234 | 256 | 83  |
| Carolina Hurricanes | 82 | 35 | 10  | 37 | 230 | 256 | 80  |
| Tampa Bay Lightning | 82 | 34 | 12  | 36 | 217 | 260 | 80  |
| Florida Panthers    | 82 | 32 | 13  | 37 | 208 | 244 | 77  |

## Celková tabulka Východní konference
| Východní konference | Z  | V  | PvP | P  | GV  | GI  | B   |
| ------------------- | -- | -- | --- | -- | --- | --- | --- |
| Washington Capitals | 82 | 54 | 13  | 15 | 318 | 233 | 121 |
| New Jersey Devils   | 82 | 48 | 7   | 27 | 222 | 191 | 103 |
| Pittsburgh Penguins | 82 | 47 | 7   | 28 | 257 | 237 | 101 |
| Buffalo Sabres      | 82 | 45 | 10  | 27 | 235 | 207 | 100 |
| Ottawa Senators     | 82 | 44 | 6   | 32 | 225 | 238 | 94  |
| Boston Bruins       | 82 | 39 | 13  | 30 | 206 | 200 | 91  |
| Philadelphia Flyers | 82 | 41 | 6   | 35 | 236 | 225 | 88  |
| Montreal Canadiens  | 82 | 39 | 10  | 33 | 217 | 223 | 88  |
|                     |    |    |     |    |     |     |     |
| New York Rangers    | 82 | 38 | 11  | 33 | 222 | 218 | 87  |
| Atlanta Thrashers   | 82 | 35 | 13  | 34 | 234 | 256 | 83  |
| Carolina Hurricanes | 82 | 35 | 10  | 37 | 230 | 256 | 80  |
| Tampa Bay Lightning | 82 | 34 | 12  | 36 | 217 | 260 | 80  |
| New York Islanders  | 82 | 34 | 11  | 37 | 222 | 264 | 79  |
| Florida Panthers    | 82 | 32 | 13  | 37 | 208 | 244 | 77  |
| Toronto Maple Leafs | 82 | 30 | 14  | 38 | 214 | 267 | 74  |

## Celková tabulka Západní konference
| Západní konference    | Z  | V  | PvP | P  | GV  | GI  | B   |
| --------------------- | -- | -- | --- | -- | --- | --- | --- |
| San Jose Sharks       | 82 | 51 | 11  | 20 | 264 | 215 | 113 |
| Chicago Blackhawks    | 82 | 52 | 8   | 22 | 271 | 209 | 112 |
| Phoenix Coyotes       | 82 | 50 | 7   | 25 | 225 | 202 | 107 |
| Vancouver Canucks     | 82 | 49 | 5   | 28 | 272 | 222 | 103 |
| Detroit Red Wings     | 82 | 44 | 14  | 24 | 229 | 216 | 102 |
| Los Angeles Kings     | 82 | 46 | 9   | 27 | 241 | 219 | 101 |
| Nashville Predators   | 82 | 47 | 6   | 29 | 225 | 225 | 100 |
| Colorado Avalanche    | 82 | 43 | 9   | 30 | 244 | 233 | 95  |
|                       |    |    |     |    |     |     |     |
| Calgary Flames        | 82 | 40 | 10  | 32 | 204 | 210 | 90  |
| St. Louis Blues       | 82 | 40 | 10  | 32 | 225 | 223 | 90  |
| Anaheim Ducks         | 82 | 39 | 11  | 32 | 238 | 251 | 89  |
| Dallas Stars          | 82 | 37 | 14  | 31 | 237 | 254 | 88  |
| Minnesota Wild        | 82 | 38 | 8   | 36 | 219 | 246 | 84  |
| Columbus Blue Jackets | 82 | 32 | 15  | 35 | 216 | 259 | 79  |
| Edmonton Oilers       | 82 | 27 | 8   | 47 | 214 | 284 | 62  |

## Play off

### Pavouk
|  | Čtvrtfinále konference | Čtvrtfinále konference | Čtvrtfinále konference |   |                     | Semifinále konference | Semifinále konference | Semifinále konference |  |   | Finále konference  | Finále konference | Finále konference |  |   | Finále Stanley Cupu | Finále Stanley Cupu | Finále Stanley Cupu |
|  |                        |                        |                        |   |                     |                       |                       |                       |  |   |                    |                   |                   |  |   |                     |                     |                     |
|  | 1                      | Washington Capitals    | 3                      |   |                     |                       |                       |                       |  |   |                    |                   |                   |  |   |                     |                     |                     |
|  | 8                      | Montreal Canadiens     | 4                      |   |                     |                       |                       |                       |  |   |                    |                   |                   |  |   |                     |                     |                     |
|  | 8                      | Montreal Canadiens     | 4                      |   | 8                   | Montreal Canadiens    | 4                     |                       |  |   |                    |                   |                   |  |   |                     |                     |                     |
|  |                        |                        |                        |   | 8                   | Montreal Canadiens    | 4                     |                       |  |   |                    |                   |                   |  |   |                     |                     |                     |
|  |                        | 4                      | Pittsburgh Penguins    | 3 |                     |                       |                       |                       |  |   |                    |                   |                   |  |   |                     |                     |                     |
|  | 2                      | 4                      | Pittsburgh Penguins    | 3 | New Jersey Devils   | 1                     |                       |                       |  |   |                    |                   |                   |  |   |                     |                     |                     |
|  | 2                      |                        |                        |   | New Jersey Devils   | 1                     |                       |                       |  |   |                    |                   |                   |  |   |                     |                     |                     |
|  | 7                      | Philadelphia Flyers    | 4                      |   |                     |                       |                       |                       |  |   |                    |                   |                   |  |   |                     |                     |                     |
|  | 7                      | Philadelphia Flyers    | 4                      |   |                     |                       |                       |                       |  | 8 | Montreal Canadiens | 1                 |                   |  |   |                     |                     |                     |
|  | Východní konference    |                        |                        |   |                     |                       |                       |                       |  | 8 | Montreal Canadiens | 1                 |                   |  |   |                     |                     |                     |
|  |                        | 7                      | Philadelphia Flyers    | 4 |                     |                       |                       |                       |  |   |                    |                   |                   |  |   |                     |                     |                     |
|  | 3                      | 7                      | Philadelphia Flyers    | 4 | Buffalo Sabres      | 2                     |                       |                       |  |   |                    |                   |                   |  |   |                     |                     |                     |
|  | 3                      |                        |                        |   | Buffalo Sabres      | 2                     |                       |                       |  |   |                    |                   |                   |  |   |                     |                     |                     |
|  | 6                      | Boston Bruins          | 4                      |   |                     |                       |                       |                       |  |   |                    |                   |                   |  |   |                     |                     |                     |
|  | 6                      | Boston Bruins          | 4                      |   | 7                   | Philadelphia Flyers   | 4                     |                       |  |   |                    |                   |                   |  |   |                     |                     |                     |
|  |                        |                        |                        |   | 7                   | Philadelphia Flyers   | 4                     |                       |  |   |                    |                   |                   |  |   |                     |                     |                     |
|  |                        | 6                      | Boston Bruins          | 3 |                     |                       |                       |                       |  |   |                    |                   |                   |  |   |                     |                     |                     |
|  | 4                      | 6                      | Boston Bruins          | 3 | Pittsburgh Penguins | 4                     |                       |                       |  |   |                    |                   |                   |  |   |                     |                     |                     |
|  | 4                      |                        |                        |   | Pittsburgh Penguins | 4                     |                       |                       |  |   |                    |                   |                   |  |   |                     |                     |                     |
|  | 5                      | Ottawa Senators        | 2                      |   |                     |                       |                       |                       |  |   |                    |                   |                   |  |   |                     |                     |                     |
|  | 5                      | Ottawa Senators        | 2                      |   |                     |                       |                       |                       |  |   |                    |                   |                   |  | 7 | Philadelphia Flyers | 2                   |                     |
|  |                        |                        |                        |   |                     |                       |                       |                       |  |   |                    |                   |                   |  | 7 | Philadelphia Flyers | 2                   |                     |
|  |                        | 2                      | Chicago Blackhawks     | 4 |                     |                       |                       |                       |  |   |                    |                   |                   |  |   |                     |                     |                     |
|  | 1                      | 2                      | Chicago Blackhawks     | 4 | San Jose Sharks     | 4                     |                       |                       |  |   |                    |                   |                   |  |   |                     |                     |                     |
|  | 1                      |                        |                        |   | San Jose Sharks     | 4                     |                       |                       |  |   |                    |                   |                   |  |   |                     |                     |                     |
|  | 8                      | Colorado Avalanche     | 2                      |   |                     |                       |                       |                       |  |   |                    |                   |                   |  |   |                     |                     |                     |
|  | 8                      | Colorado Avalanche     | 2                      |   | 1                   | San Jose Sharks       | 4                     |                       |  |   |                    |                   |                   |  |   |                     |                     |                     |
|  |                        |                        |                        |   | 1                   | San Jose Sharks       | 4                     |                       |  |   |                    |                   |                   |  |   |                     |                     |                     |
|  |                        | 5                      | Detroit Red Wings      | 1 |                     |                       |                       |                       |  |   |                    |                   |                   |  |   |                     |                     |                     |
|  | 2                      | 5                      | Detroit Red Wings      | 1 | Chicago Blackhawks  | 4                     |                       |                       |  |   |                    |                   |                   |  |   |                     |                     |                     |
|  | 2                      |                        |                        |   | Chicago Blackhawks  | 4                     |                       |                       |  |   |                    |                   |                   |  |   |                     |                     |                     |
|  | 7                      | Nashville Predators    | 2                      |   |                     |                       |                       |                       |  |   |                    |                   |                   |  |   |                     |                     |                     |
|  | 7                      | Nashville Predators    | 2                      |   |                     |                       |                       |                       |  | 1 | San Jose Sharks    | 0                 |                   |  |   |                     |                     |                     |
|  | Západní konference     |                        |                        |   |                     |                       |                       |                       |  | 1 | San Jose Sharks    | 0                 |                   |  |   |                     |                     |                     |
|  |                        | 2                      | Chicago Blackhawks     | 4 |                     |                       |                       |                       |  |   |                    |                   |                   |  |   |                     |                     |                     |
|  | 3                      | 2                      | Chicago Blackhawks     | 4 | Vancouver Canucks   | 4                     |                       |                       |  |   |                    |                   |                   |  |   |                     |                     |                     |
|  | 3                      |                        |                        |   | Vancouver Canucks   | 4                     |                       |                       |  |   |                    |                   |                   |  |   |                     |                     |                     |
|  | 6                      | Los Angeles Kings      | 2                      |   |                     |                       |                       |                       |  |   |                    |                   |                   |  |   |                     |                     |                     |
|  | 6                      | Los Angeles Kings      | 2                      |   | 2                   | Chicago Blackhawks    | 4                     |                       |  |   |                    |                   |                   |  |   |                     |                     |                     |
|  |                        |                        |                        |   | 2                   | Chicago Blackhawks    | 4                     |                       |  |   |                    |                   |                   |  |   |                     |                     |                     |
|  |                        | 3                      | Vancouver Canucks      | 2 |                     |                       |                       |                       |  |   |                    |                   |                   |  |   |                     |                     |                     |
|  | 4                      | 3                      | Vancouver Canucks      | 2 | Phoenix Coyotes     | 3                     |                       |                       |  |   |                    |                   |                   |  |   |                     |                     |                     |
|  | 4                      |                        |                        |   | Phoenix Coyotes     | 3                     |                       |                       |  |   |                    |                   |                   |  |   |                     |                     |                     |
|  | 5                      | Detroit Red Wings      | 4                      |   |                     |                       |                       |                       |  |   |                    |                   |                   |  |   |                     |                     |                     |

## Ocenění

### Trofeje
| Ocenění                          | Hráč                         | Mužstvo                                 |
| -------------------------------- | ---------------------------- | --------------------------------------- |
| Art Ross Trophy                  | Henrik Sedin                 | Vancouver Canucks                       |
| Bill Masterton Memorial Trophy   | José Théodore                | Washington Capitals                     |
| Calder Memorial Trophy           | Tyler Myers                  | Buffalo Sabres                          |
| Conn Smythe Trophy               | Jonathan Toews               | Chicago Blackhawks                      |
| Frank J. Selke Trophy            | Pavel Dacjuk                 | Detroit Red Wings                       |
| Hart Memorial Trophy             | Henrik Sedin                 | Vancouver Canucks                       |
| Jack Adams Award                 | Dave Tippett                 | Phoenix Coyotes                         |
| James Norris Memorial Trophy     | Duncan Keith                 | Chicago Blackhawks                      |
| King Clancy Memorial Trophy      | Shane Doan                   | Phoenix Coyotes                         |
| Lady Byng Memorial Trophy        | Martin St. Louis             | Tampa Bay Lightning                     |
| Ted Lindsay Award                | Alexandr Ovečkin             | Washington Capitals                     |
| Mark Messier Leadership Award    | Sidney Crosby                | Pittsburgh Penguins                     |
| Maurice Richard Trophy           | Sidney Crosby Steven Stamkos | Pittsburgh Penguins Tampa Bay Lightning |
| NHL Foundation Player Award      | Ryan Miller                  | Buffalo Sabres                          |
| NHL Plus/Minus Award             | Jeff Schultz                 | Washington Capitals                     |
| Roger Crozier Saving Grace Award | Tuukka Rask                  | Boston Bruins                           |
| Vezina Trophy                    | Ryan Miller                  | Buffalo Sabres                          |
| William M. Jennings Trophy       | Martin Brodeur               | New Jersey Devils                       |
| Presidents' Trophy               | Presidents' Trophy           | Washington Capitals                     |
| Prince of Wales Trophy           | Prince of Wales Trophy       | Philadelphia Flyers                     |
| Clarence S. Campbell Bowl        | Clarence S. Campbell Bowl    | Chicago Blackhawks                      |
| Stanley Cup                      | Stanley Cup                  | Chicago Blackhawks                      |

### All-Star týmy

#### 1. All-Star Team
Do 1. All-Star týmu byli zvoleni:
- Útočníci – Patrick Kane (Chicago Blackhawks), Henrik Sedin (Vancouver Canucks), Alexandr Ovečkin (Washington Capitals)
- Obránci – Duncan Keith (Chicago Blackhawks) a Mike Green (Washington Capitals)
- Brankář – Ryan Miller (Buffalo Sabres)

#### 2. All-Star Team
Do 2. All-Star týmu byli zvoleni:
- Útočníci – Martin St. Louis (Tampa Bay Lightning), Sidney Crosby (Pittsburgh Penguins), Daniel Sedin (Vancouver Canucks)
- Obránci – Drew Doughty (Los Angeles Kings) a Nicklas Lidström (Detroit Red Wings)
- Brankář – Ilja Bryzgalov (Phoenix Coyotes)

#### NHL All-Rookie Team
Do NHL All-Rookie týmu byli zvoleni:
- Útočníci – Niclas Bergfors (Atlanta Thrashers), Matt Duchene (Colorado Avalanche), John Tavares (New York Islanders)
- Obránci – Michael Del Zotto (New York Rangers) a Tyler Myers (Buffalo Sabres)
- Brankář – Jimmy Howard (Detroit Red Wings)

## Individuální statistiky

### Produktivita v základní části
Řazeno podle počtu kanadských bodů, kritériem na druhém místě je počet vstřelených gólů
| Hráč              | Klub                | Utkání | Góly | Asistence | Body | +/− | TM |
| ----------------- | ------------------- | ------ | ---- | --------- | ---- | --- | -- |
| Henrik Sedin      | Vancouver Canucks   | 82     | 29   | 83        | 112  | +35 | 48 |
| Sidney Crosby     | Pittsburgh Penguins | 81     | 51   | 58        | 109  | +15 | 69 |
| Alexandr Ovečkin  | Washington Capitals | 72     | 50   | 59        | 109  | +45 | 89 |
| Nicklas Bäckström | Washington Capitals | 82     | 33   | 68        | 101  | +37 | 50 |
| Steven Stamkos    | Tampa Bay Lightning | 82     | 51   | 44        | 95   | −2  | 38 |
| Martin St. Louis  | Tampa Bay Lightning | 82     | 29   | 65        | 94   | −8  | 12 |
| Brad Richards     | Dallas Stars        | 80     | 24   | 67        | 91   | −12 | 14 |
| Joe Thornton      | San Jose Sharks     | 79     | 20   | 69        | 89   | +17 | 54 |
| Patrick Kane      | Chicago Blackhawks  | 82     | 30   | 58        | 88   | +16 | 20 |
| Marián Gáborík    | New York Rangers    | 76     | 42   | 44        | 86   | +15 | 37 |

### Statistiky brankářů
Řazeno podle gólového průměru na utkání
| Hráč             | Klub               | Utkání | Min      | V  | P  | P/prodl | GA  | SO | % úsp. | Gól. prům. |
| ---------------- | ------------------ | ------ | -------- | -- | -- | ------- | --- | -- | ------ | ---------- |
| Tuukka Rask      | Boston Bruins      | 45     | 2 562:11 | 22 | 12 | 5       | 84  | 5  | 93,1   | 1,97       |
| Ryan Miller      | Buffalo Sabres     | 69     | 4 047:10 | 41 | 18 | 8       | 150 | 5  | 92,9   | 2,22       |
| Martin Brodeur   | New Jersey Devils  | 77     | 4 499:01 | 45 | 25 | 6       | 168 | 9  | 91,6   | 2,24       |
| Antti Niemi      | Chicago Blackhawks | 39     | 2 190:28 | 26 | 7  | 4       | 82  | 7  | 91,2   | 2,25       |
| Jimmy Howard     | Detroit Red Wings  | 63     | 3 740:15 | 37 | 15 | 10      | 141 | 3  | 92,4   | 2,26       |
| Ilja Bryzgalov   | Phoenix Coyotes    | 69     | 4 084:27 | 42 | 20 | 6       | 156 | 8  | 92,0   | 2,29       |
| Miikka Kiprusoff | Calgary Flames     | 73     | 4 235:19 | 35 | 28 | 10      | 163 | 4  | 92,0   | 2,31       |
| Henrik Lundqvist | New York Rangers   | 73     | 4 203:49 | 35 | 27 | 10      | 167 | 4  | 92,1   | 2,38       |
| Jaroslav Halák   | Montreal Canadiens | 45     | 2 629:56 | 26 | 13 | 5       | 105 | 5  | 92,4   | 2,40       |
| Jevgenij Nabokov | San Jose Sharks    | 71     | 4 194:07 | 44 | 16 | 10      | 170 | 3  | 92,2   | 2,43       |

Legenda 

Min – odchytané minuty 

V – vítězství 

P – porážky 

P/prodl – porážky v prodloužení či nastavení 

GA – obdržené branky 

SO – utkání bez obdržení branky (shotout) 

% úsp. – procento úspěšnosti zákroků 

Gól. prům. – gólový průměr na utkání 